# Vallarsa
Vallarsa é uma comuna italiana da região do Trentino-Alto Ádige, província de Trento, com cerca de 1.392 habitantes. Estende-se por uma área de 78 km², tendo uma densidade populacional de 18 hab/km². Faz divisa com Ala, Recoaro Terme (VI), Rovereto, Trambileno e Valli del Pasubio (VI).